# Schweich
Pour l’article homonyme, voir Schweich (Luxembourg).
Schweich est une ville et chef-lieu du Verbandsgemeinde Schweich an der Römischen Weinstraße, dans l'arrondissement de Trèves-Sarrebourg, en Rhénanie-Palatinat, dans l'ouest de l'Allemagne.
La municipalité se trouve sur les rives de la rivière Moselle à environ 10 km au nord-est de Trèves.

## Jumelages
- Marsannay-la-Côte (France)
- Portishead (Royaume-Uni)
- Krokowa (Pologne)
- Renesse (Pays-Bas)
- Murialdo (Italie)